# Bethon
Bethon ist eine französische Gemeinde im Département Marne in der Region Grand Est. Sie hat eine Fläche von 15,4 km² und 228 Einwohner (2022). 

## Geographie
Die Gemeinde Bethon liegt auf halbem Weg zwischen den Städten Sézanne und Nogent-sur-Seine nahe den Grenzen zu den Départements Aube und Seine-et-Marne.
Umgeben wird Bethon von den fünf Nachbargemeinden: 
| Nesle-la-Reposte | La Forestière                               |             |
| Montgenost       | Kompassrose, die auf Nachbargemeinden zeigt | Chantemerle |
|                  |                                             | Potangis    |

## Geschichte
Bethon wurde im 12. Jahrhundert erstmals urkundlich überliefert.

## Bevölkerungsentwicklung
| Jahr                       | 1962 | 1968 | 1975 | 1982 | 1990 | 1999 | 2005 | 2010 | 2018 |
| -------------------------- | ---- | ---- | ---- | ---- | ---- | ---- | ---- | ---- | ---- |
| Einwohner                  | 285  | 319  | 300  | 296  | 291  | 274  | 272  | 280  | 268  |
| Quellen: Cassini und INSEE |      |      |      |      |      |      |      |      |      |

## Sehenswürdigkeiten
- Kirche St-Serein aus dem 15. Jahrhundert
- Schloss

## Weblinks

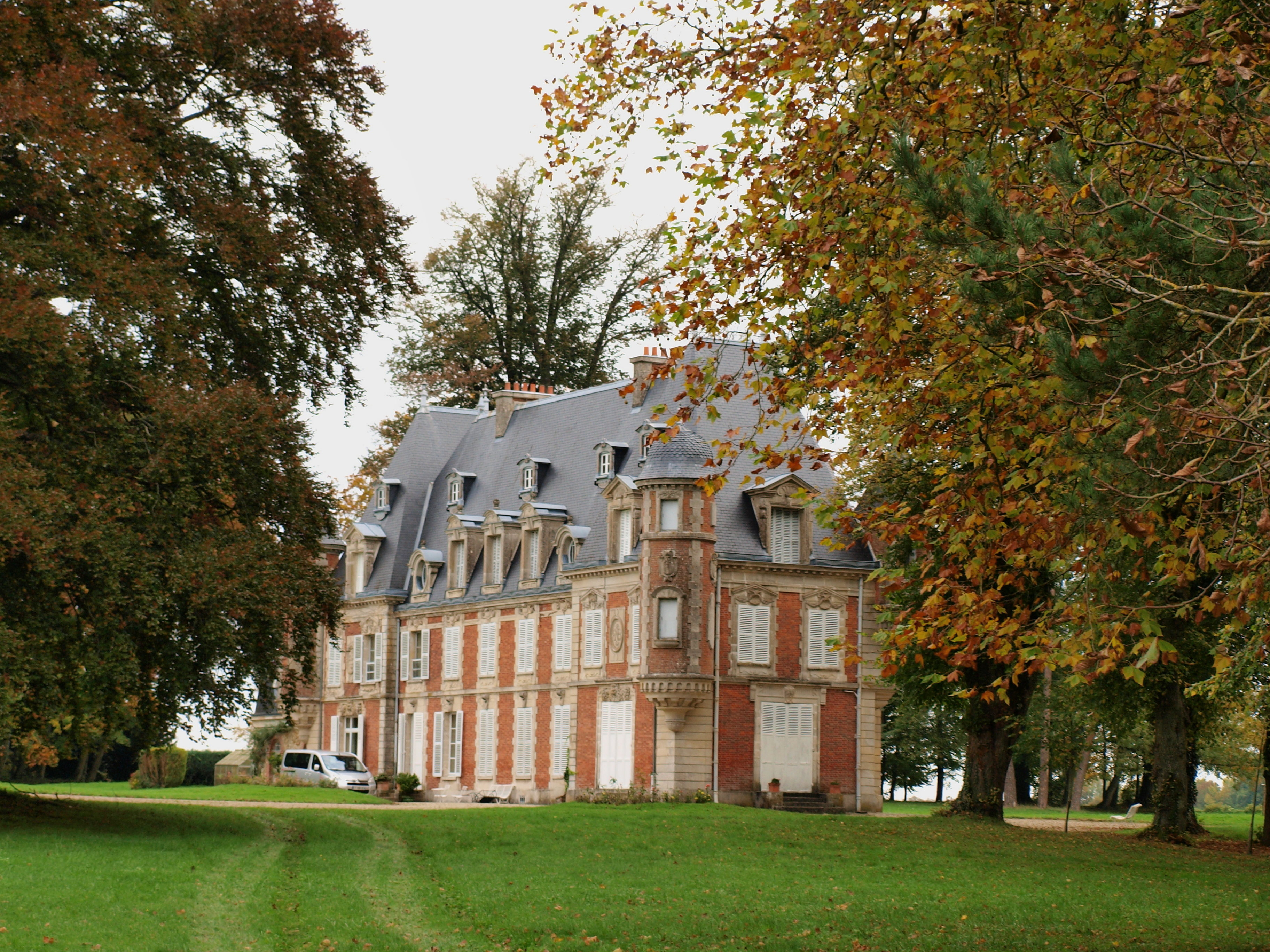
Schloss